# Escola pública Benviure
L'Escola pública Benviure o Torre de la Marquesa de Cornellà és un edifici eclèctic de Sant Boi de Llobregat (Baix Llobregat) protegit com a Bé Cultural d'Interès Local.
Casal de planta baixa i dues plantes pis de façanes simètriques d'estil eclèctic d'inspiració clàssica, si bé hi ha elements d'arrel medieval. A les façanes cal remarcar les baranes i pilars de fosa de ferro. A l'interior l'element més valuós és la magnífica escala noble de marbre blanc que puja al primer pis per l'interior d'un pati amb una barana de balustres del mateix material esculpits d'una sola peça. També són de bona qualitat les fusteries.
Va ser fet construir a finals del segle xix per Anna Estruch i Comella, marquesa de Cornellà. Des de 1983 és una escola pública.